# Ölkliniken
Ölkliniken AB är ett mikrobryggeri i Linköping, grundat 1998 av Eduardo Roel. 
När det gamla Folkets Hus i Linköping blev ombyggt till studenternas Nationernas Hus installerades en mindre bryggerianläggning i restaurangen med kapacitet för 500 liter per bryggning, där ölet Roel Östgötaöl (en pils av tjeckisk typ) tillverkas. Förutom på Nationernas Hus såldes ölen på en handfull barer i Linköping. 
2002 började man licenstillverka ölen, såväl starköl som folköl, i Tjeckien. Denna tappades på flaska för försäljning på restauranger, Systembolaget och i dagligvaruhandelen.
Sedan omkring 2003 bryggs ölen bara för att hålla liv i jästen och för att ha lite provsmakningsöl.